# UzAvtosanoat
Die UzAvtosanoat (usbekisch: OʻzAvtosanoat, russisch: УзАвтосаноат UsAwtossanoat, zu deutsch: Usbekisches Automobilwerk) ist ein im November 1992 vom Staatspräsidenten Islom Abdugʻaniyevich Karimov etabliertes Unternehmen, welches Im- und Exporte sowie den Kraftfahrzeugvertrieb innerhalb Usbekistans kontrolliert und überwacht. Dabei betreibt das Unternehmen eigene Joint-Ventures zur Automobilherstellung und bewahrt sich dadurch eine monopolhafte Stellung im Inland, welches zurzeit auch versucht wird auf die Nachbarländer auszudehnen. UzAvtosanoat wird auch vorgeworfen, an der MAN-Schmiergeldaffäre beteiligt zu sein. Seit dem Mai 1998 ist UzAvtosanoat auch ein anerkanntes Mitglied der Pariser OICA. Der Unternehmenssitz befindet sich in der usbekischen Hauptstadt Taschkent.

## Übersicht der Joint-Ventures
- East Butterfly: Küchenutensilien (seit 1991)
zu 32,64 % Beteiligung der indischen Gangadharam inlineces Ltd., 38,95 % Beteiligung der Schweizer Agro Plus KM AG, 28,41 % Eigenbeteiligung der UzAvtosanoat
- Uz-DaewooAvto Company: Automobilproduktion (seit 1992)
zu 25 % Beteiligung der amerikanischen General Motors Company, 75 % Eigenbeteiligung der UzAvtosanoat
- Uz-DaewooElectronics Company: Elektronikartikel (seit Mai 1993)
zu 50 % Beteiligung der Daewoo Electronics Co., Ltd., 50 % Eigenbeteiligung der UzAvtosanoat
- Uz-Koram Company: Stoßstange, und Armaturenbretter (seit Mai 1995)
zu 50 % Beteiligung der Koram Plastics Co., Ltd., 50 % Eigenbeteiligung der UzAvtosanoat
- Uz-TongHong Company: Autositze (seit Mai 1995)
zu 50 % Beteiligung der südkoreanischen Tong Hong Electric Co., Ltd., 4,8 % Beteiligung der usbekischen JSC Andijon Irmash, 45,2 % Eigenbeteiligung der UzAvtosanoat
- UzDongJu Paint Company: Lacke und Sitzbezüge (seit Mai 1996)
zu 50 % Beteiligung der südkoreanischen DongJu Industrial Co., Ltd., 50 % Eigenbeteiligung der UzAvtosanoat
- SamKochAvto Company: Busse, Lkw und Automobile (seit Mai 1996)
50 % Beteiligung der Koç Holding, 50 % Eigenbeteiligung der UzAvtosanoat. Im Februar 2009 übernahm Isuzu Motors das Joint-Venture zu den 50 Prozent seines Vorgängers.
- Uz-DongYang Company: Automobilteileproduktion (seit Juni 1996)
zu 60 % Beteiligung der südkoreanischen Dong Seo Ki Eon Co., Ltd., 40 % Eigenbeteiligung der UzAvtosanoat
- Uz-DongWong Company: Auspuffe (seit Dezember 1996)
zu 26 % Beteiligung der südkoreanischen Daewoo Motor Company, 9,30 % Beteiligung der usbekischen JSC the Autorepair factory 6, 24 % Beteiligung der südkoreanischen DongWon Metal Ind. Co., Ltd und 40,7 % Eigenbeteiligung der UzAvtosanoat
- Uz-SeaMyung Company: Kraftstofftanks (seit Dezember 1996)
zu 25 % Beteiligung der usbekischen OJSC Andijon Gidromash, 50 % Beteiligung der südkoreanischen Sa Myung Metal Co., Ltd., 25 % Eigenbeteiligung der UzAvtosanoat
- UzExide Company: Kraftfahrzeugbatterien (seit Dezember 1998)
zu 51 % Beteiligung der amerikanischen Exide AB Group Ltd., Inc., 0,7 % Beteiligung der usbekischen OJSC Jizzah-Obodonchilik, 48,3 % Eigenbeteiligung der UzAvtosanoat
- UzKodji Company: Karosserieteile (seit Oktober 1999)
zu 33,3 % Beteiligung der südkoreanischen I-RAE Co., Ltd., 33,3 % Beteiligung der südkoreanischen Kodji Indus, Ltd., 33,3 % Eigenbeteiligung der UzAvtosanoat
- GM Uzbekistan Company: Automobilproduktion (seit 2008)
zu 25 % Beteiligung der amerikanischen General Motors Company, 75 % Eigenbeteiligung der UzAvtosanoat
- MAN AUTO-Uzbekistan Company: Lkw (seit September 2009)
zu 49 % Beteiligung der MAN Nutzfahrzeuge AG, 51 % Eigenbeteiligung der UzAvtosanoat

## Übersicht der firmeneigenen Unternehmen
- Uzbek-Lada Co., Ltd.: Automobilvertrieb und Ersatzteilhandel (seit 1995)
- AvtoSanKomplekt Co., Ltd.: Öffentlichkeitsarbeit, Aussteller (seit Juni 1996)
- OJSC UzAvtoTekhkhizmat: internes Händlernetzwerk (seit September 1996)
- Avto Olam: Automobilmagazin (seit 1997)
- UzAvtosanoat Servis: Tankstellenkette (seit 1997)
- OJSC Avtooyna: Front, Seiten- und Heckscheiben (seit Oktober 1998)